# Troglohyphantes salax
Troglohyphantes salax är en spindelart som först beskrevs av Kulczynski 1914.  Troglohyphantes salax ingår i släktet Troglohyphantes och familjen täckvävarspindlar. Inga underarter finns listade i Catalogue of Life.